# Bartosz Ława
Bartosz Ława (Trzebiatów, 26 februari 1979) is een Poolse voetballer (middenvelder) die sinds 2010 voor de Poolse tweedeklasser Pogoń Szczecin uitkomt. Ława speelde voordien voor onder andere Amica Wronki en Arka Gdynia.